# Streetscooter
Streetscooter GmbH je německý výrobce a Streetscooter Work značka elektrických vozidel se sídlem v Cáchách, založená v roce 2010. Patří do holdingu německého poštovního podniku Deutsche Post a jejím nejznámějším výrobkem je elektrická dodávka speciálně určená pro poštovní a expediční firmy.

## Model Streetscooter Work

### Historie
Počátek projektu poštovního vozu Streetscooter Work se datuje na konec roku 2011; tehdy začala Deutsche Post ve spolupráci s univerzitou RWTH Cáchy a 30 dalšími firmami spolupracovat na vývoji levné dodávky na elektrický pohon. Vedena přitom byla cílem snížit do roku 2020 emise oxidu uhličitého své vozové flotily o 30 procent oproti roku 2007. Zadání bylo připravit vůz speciálně pro expediční a poštovní účely se zjednodušenou konstrukcí a v ceně do 5 tisíc eur. První prototyp vyjel na silnici v listopadu 2012, homologován byl certifikační agenturou DEKRA v srpnu 2013.
Automobily byly určeny nejprve pouze pro podnik Deutsche Post, jenž koupil 50 kusů testovací verze; když se osvědčily, podnik v dubnu 2016 koupil od univerzity RWTH kontrolní podíl ve firmě Streetscooter a začal pro svou potřebu navyšovat výrobu s plánem až 5 tisíc kusů ročně. V říjnu 2016 Deutsche Post oznámila, že bude prodávat tyto elektromobily také třetím stranám, čímž znepokojila tradiční výrobce automobilů jako je Volkswagen nebo Renault.
K roku 2020 s výrobou vozů končí z ekonomických důvodů – za rok 2018 byla ztráta cca 70 milionů € a za rok 2019 už byla ztráta z vývoje a výroby cca 100 milionů € a to i přes spolupráci s Fordem (vývoj většího modelu, který bohužel váhově překročil 3,5 t). Byla uvažována spolupráce s čínskou společností Chery.

### Parametry vozu
Vůz pohání motor o výkonu 30 nebo 45 kW s maximální rychlostí 85km/h. Díky lithium-iontovým akumulátorům s kapacitou 20,4 kWh má auto při poštovním městském provozu dojezd až 80 km s 200 zastávkami denně. Je konstruováno na provoz 16 let, 6 dní v týdnu a 10 hodin denně a na vysokou zátěž; počítáno bylo např. s 200 otevřeními a zavřeními dveří denně. Dobití baterie na 80 % kapacity trvá čtyři hodiny a na 100 % sedm hodin.
Automobil je oproti konkurenci lehký, díky své jednoduché konstrukci váží 1495 kg. Nejlevnější model stojí okolo 32 tisíc eur (zhruba 850 tisíc korun, údaj z roku 2017), zato má levnější provozní a servisní náklady než auta se spalovacím motorem.